# Myrtle Beach Bowl 2020
Match suivant
Le Myrtle Beach Bowl 2020 est un match de football américain de niveau universitaire joué après la saison régulière de 2020, le 21 décembre 2020 au Brooks Stadium de Conway dans l'État de Caroline du Sud aux États-Unis. 
Il s'agit de la 1re édition du Myrtle Beach Bowl. C'est aussi le premier bowl universitaire à se jouer en Caroline du Sud. 
Le match met en présence l'équipe des Mean Green de North Texas issue de la  Conference USA et l'équipe des Mountaineers d'Appalachian State issue de la Sun Belt Conference.
Il a débuté à 14 h 30 locales et est retransmis à la télévision par ESPN.
Appalachian State gagne le match sur le score de 56 à 28. 

## Présentation du match
Il s'agit de la première rencontre entre ces deux équipes.
| Équipes                                                                        | Conférences         | Entraîneurs        | Stats. saison rég. | Classements avant le bowl | Classements avant le bowl | Classements avant le bowl |
| ------------------------------------------------------------------------------ | ------------------- | ------------------ | ------------------ | ------------------------- | ------------------------- | ------------------------- |
| Équipes                                                                        | Conférences         | Entraîneurs        | Stats. saison rég. | CFP                       | AP                        | Coaches                   |
| Mean Green de North Texas                                                      | C-USA               | Seth Littrell (en) | 4 - 5              | NC                        | NC                        | NC                        |
| Mountaineers d'Appalachian State                                               | Sun Belt Conference | Shawn Clark (en)   | 8 - 3              | NC                        | NC                        | NC                        |
| - Équipe donnée favorite par les bookmakers : Appalachian State par 21½ points |                     |                    |                    |                           |                           |                           |

### Mean Green de North Texas
Avec un bilan global en saison régulière de 4 victoires et 5 défaites (3-4 en matchs de conférence), North Texas est éligible et accepte le ̼̪̺13 décembreˌ l'invitation pour participer au Myrtle Beach Bowl de 2020.
Ils terminent 4e de la West Division de la Conference USA derrière UAB, UTSA et Louisiana Tech.
À l'issue de la saison 2020, ils n'apparaissent pas dans les classements CFP, AP et Coaches.
C'est leur première apparition au Myrtle Beach Bowl.
| Postes      | Joueurs        | Statistiques                                                                                             |
| ----------- | -------------- | --- |
| Quarterback | Austin Aune    | 101/185 passes réussies pour 1 650 yards, 13 TDs, 4 interceptions, 6 sacks subis, évaluation QB de 148,4 |
| Coureur     | DeAndre Torrey | 113 courses pour 656 yards nets gagnés et 6 TDs                                                          |
| Receveur    | Jaelon Darden  | 74 réceptions pour 1 190 yards et 19 TDs                                                                 |

### Mountaineers d'Appalachian State
Avec un bilan global en saison régulière de 8 victoires et 3 défaites (6-2 en matchs de conférence), Appalachian State est éligible et accepte l'invitation pour participer au Myrtle Beach Bowl de 2020.
Ils terminent 2e de la East Division de la Sun Belt Conference derrière #13 Coastal Carolina.
À l'issue de la saison 2020, ils n'apparaissent pas dans les classements CFP, AP et Coaches.
C'est leur première apparition au Myrtle Beach Bowl.
| Postes      | Joueurs         | Statistiques                                                                                               |
| ----------- | --------------- | --- |
| Quarterback | Zac Thomas      | 178/275 passes réussies pour 2 075 yards, 19 TDs, 11 interceptions, 21 sacks subis, évaluation QB de 142,9 |
| Coureur     | Camerun Peoples | 146 courses pour 807 yards nets gagnés et 7 TDs                                                            |
| Receveur    | Thomas Hennigan | 45 réceptions pour 571 yards et 3 TDs                                                                      |